# Jerlochovice
Jerlochovice (německy Gerlsdorf) je část města Fulnek v okrese Nový Jičín (Moravskoslezský kraj) a zároveň jedno z katastrálních území města. Katastrální území Jerlochovic, jejichž zástavba těsně sousedí se zástavbou vlastního Fulneku, má rozlohu 8,76 km2. Zástavba Jerlochovic jakož i téměř celý katastr leží na Moravě, ale několik parcel u zaniklého meandru Husího potoka původně náleželo k Tošovicím a leží tudíž ve Slezsku.
Prochází zde silnice I/47. V roce 2009 zde bylo evidováno 158 adres. V roce 2001 zde trvale žilo 653 obyvatel.

## Pamětihodnosti Jerlochovic
- Jerlochovické stěny
- Kostel Nanebevzetí Panny Marie
- Lípy u dřevěného kříže
- Mariánské poutní místo

## Galerie

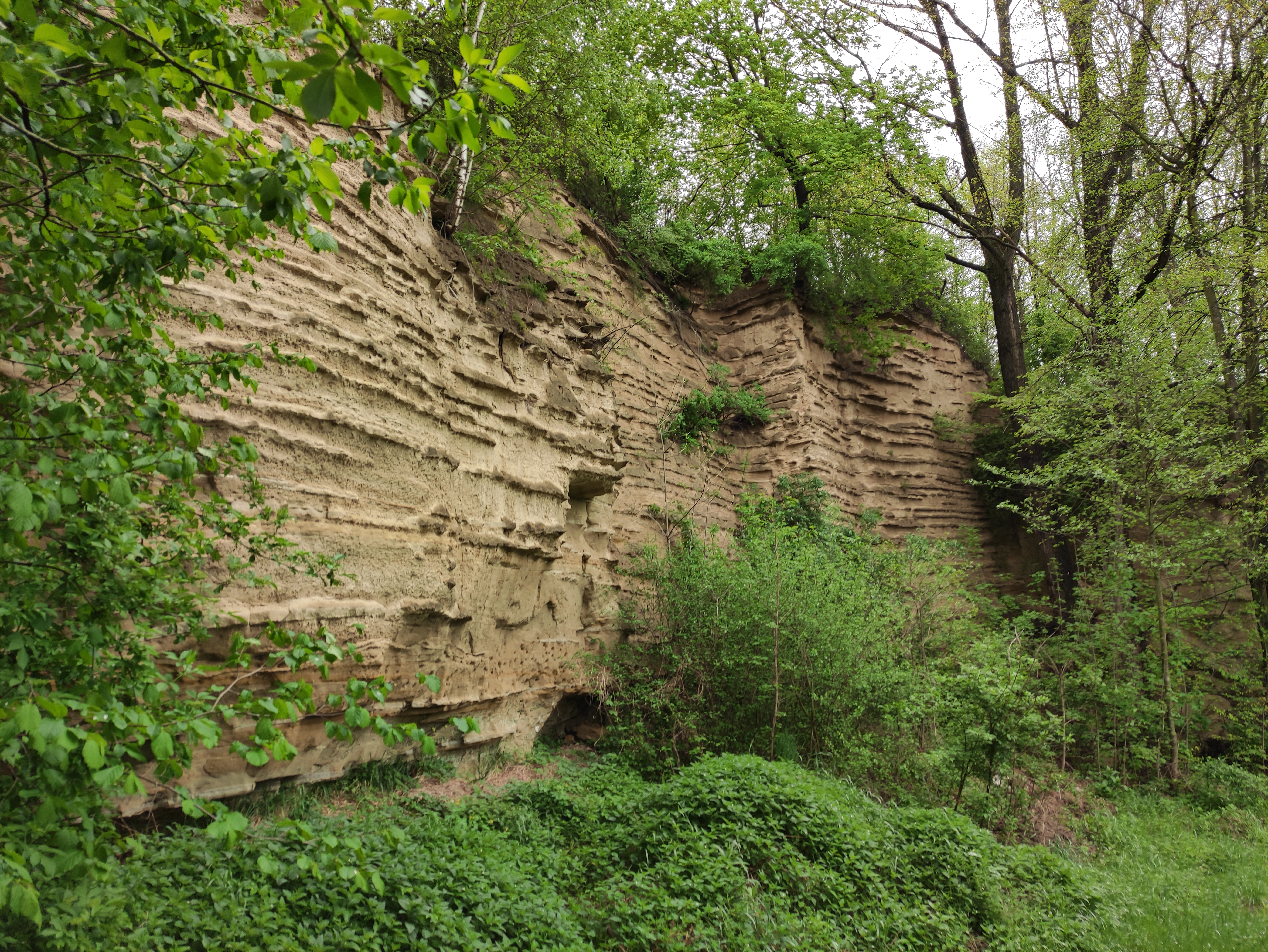
Jerlochovické stěny